# Platja de los Locos
La platja de Los Locos ('platja dels Bojos' en valencià) és una platja situada a la Costa Blanca, al municipi de Torrevella (Baix Segura, País Valencià).
Està a la zona nord de la localitat, delimitada per les cales i la revolta del Palagre. Rep el seu nom per un manicomi que s'alçava a la vora de la platja.
Antigament es coneixia amb el nom de "Platja del Salaret", així apareix a documents i llibres antics com: ''Plano de la Ensanada y cargador Torre vieja'' de Francisco Català i Gaspar Massa el 1806, a la carta náutica anónima de 1813, al plànol que traça Francisco de Paula Amieba el 1835, al diccionari de Pascual Madoz el 1859 o al diccionari de Juan de Arrambide de 1861 entre d'altres. Actualment es manté eixe nom per a la punta d'aquesta platja que s'anomena "Punta del Salaret".